# Wicked – Die Hexen von Oz (Roman)
Wicked – Die Hexen von Oz oder Wicked – Die Hexen von Oz. Die wahre Geschichte der bösen Hexe des Westens (Originaltitel: Wicked. The Life and Times of the Wicked Witch of the West) ist der erste Roman der The Wicked Years Tetralogie von Gregory Maguire aus dem Jahr 1995, mit Illustrationen von Douglas Smith.  Der Roman bildet die, wenn auch eher lose, literarische Vorlage für das erfolgreiche Broadway Musical Wicked – Die Hexen von Oz, sowie die darauf basierende Filmadaption.
Wicked ist ein politischer, gesellschaftlicher und ethischer Kommentar zur Frage, was Gut und Böse wirklich sind. Zu diesem Zweck unterzieht Macguire das Land von Oz, bekannt aus den Werken von L. Frank Baum, einem revisionistischen Blick und beschreibt die Vorkommnisse vor und während  Der Zauberer von Oz (1900) mit einem Fokus auf der Antagonistin, der bösen Hexe des Westens und anderen bekannten und neuen Nebencharakteren. Was zu einer Umdeutung der Ereignisse und deren Bedeutung führt. Hierbei dient vor allem die Filmadaption Der Zauberer von Oz (1939) als stilistische Inspiration.
Im Gegensatz zum beliebten Film und Musical sowie den Werken Baums richtet sich dieser Roman nicht an Kinder und benutzt teilweise sehr explizite Sprache und Inhalte. Neben den drei anderen Büchern (Son of a Witch, A Lion Among Men und Out of Oz) aus The Wicked Years wurde das Wicked-Universum noch um die Sequel Trilogie Another Day (Trilogie) und den Prequel Roman Elphie erweitert. Nur Wicked wurde bisher ins deutsche übersetzt.

## Zusammenfassung
Die Handlung spielt im Land von Oz, vor und während der Vorkommnisse von Der Zauberer von Oz. Sie konzentriert sich auf das Leben von Elphaba, von der Geburt, über die Kindheit als missverstandenes grünhäutiges Mädchen, bis hin zum Tod als die berüchtigte „Böse Hexe des Westens“. Gregory Maguire kreierte den Namen „Elphaba“ (Aussprache: EL-fa-ba) aus den Initialen von Lyman Frank Baum, L-F-B. Die Geschichte ist in fünf verschiedene Abschnitte aufgeteilt.

### Munchkins
Elphaba Thropp kommt als Tochter von Melena Thropp – der Enkelin der Eminenz Thropp – und Frexspar dem Göttlichen (kurz: Frex), eines Pfarrers der unionistischen Religion, zur Welt. Melena ist mit Frex durchgebrannt, um dem Leben am Hof und der Nachfolge als Eminenz zu entgehen, da Titel in Oz matrilinear vererbt werden. Mit ihrem Leben in einem kleinen Fischerdorf ist sie dennoch nicht sonderlich glücklich, auch weil Frex, aufgrund missionarischer Tätigkeiten, oft über längere Zeit abwesend ist.
So auch am Tag von Elphabas Geburt, an dem Frex aufbricht um vor „der Uhr des Zeitdrachens“, einer wichtigen Reliquie des „Freudenkults“, zu warnen. Die Warnung stößt allerdings auf taube Ohren und während Frex von einem Lynchmob verfolgt wird, wird Elphaba im Schutze eben jener Apparatur geboren. Da Elphaba grüne Haut, Hai-Milchzähne und eine Phobie vor Wasser hat, wird das alte Kindermädchen „Ämmchen“, das schon Melena in ihrer Kindheit betreute, zur Unterstützung herbeigerufen. Auf Ämmchens Nachfrage ob die, in ihrer Jugend wohl eher promiske, Melena eine Affaire gehabt hätte, verneint diese bzw. gibt an, sich nicht erinnern zu können. Erwähnt aber einen Reisenden, der ihr ein Elixier aus einem grünen Fläschchen gegeben hat, das sie in einen Rausch versetzt hat.
Ungefähr anderthalb Jahre später taucht ein reisender Quadling, genannt Schildkrötenherz, bei Melena und Frex auf und Melena gewährt ihm Obdach und Verpflegung. Für Elphaba stellt der Glasbläser eine hübsche glitzernde Schale aus Glas her. Melena beginnt eine Affäre mit dem Quadling, während Frex auf Missionsreise unterwegs ist. Als dieser wieder zurückkehrt, freundet er sich mit Schildkrötenherz an, scheinbar ohne um die Liebesbeziehung von Melena und dem Quadling zu wissen. Am Ende des ersten Teils stellt sich heraus, dass Melena erneut schwanger ist.

### Gillikin
Anmerkung: Im Land Oz wird zwischen den intelligenten, sprechenden TIEREN (Großschreibung) und den nicht-sprechenden Tieren (Kleinschreibung) unterschieden.
Der zweite Teil des Buches beginnt in einem Abteil eines Zuges nach Shiz, einer Stadt im südwestlichen Gillikin. Die beiden Passagiere, Doktor Dillamond und das Mädchen Galinda, sind auf dem Weg zur Shiz-Universität. Nach deren Ankunft zieht sich Dillamond in die Unterkunft der Professoren zurück, währenddessen sich Galinda ins Grattler-Kolleg, der Mädchenuniversität in Shiz, begibt.
Da Galinda ihre Muhme Schnapp, die unterwegs in einen rostigen Nagel getreten ist, zurücklassen muss, hat sie niemanden, der sie bei der Zimmereinteilung vertreten kann. Um nicht im Rosa-Schlafsaal untergebracht zu werden, stimmt sie schließlich zu, sich mit Elphaba ein Doppelzimmer zu teilen. Die beiden verstehen sich nicht besonders gut, da Elphaba wenig Interesse daran hat, sich in Freundesgruppen zu integrieren, während Galinda einen großen Wert auf ihren gesellschaftlichen Status legt. Die Zimmerkameradinnen nehmen an der Biologievorlesung des sprechenden GEISSBOCKS, Doktor Dillamond, teil. Ein zentraler Schwerpunkt des Kurses ist der Konflikt zwischen TIERE und Tieren. Dr. Tillamond versucht zu beweisen, dass TIERE den Menschen ähnlicher wären als Tiere. Er warnt seine Studierenden davor, dass die tyrannische Herrschaft des Zauberers von Oz zur Diskriminierung der TIERE führt und einige bereits zu Tieren degradiert wurden. Unterstützt wird diese Unterdrückung von Madame Akaber (Herleitung von makaber), der Direktorin des Grattler-Kollegs. Ein von ihr organisierter Poesieabend entpuppt sich als reine Propagandaveranstaltung mit der Botschaft: „Tiere sollte man sehen und nicht hören“. 
Elphaba setzt sich bald für die Rechte der TIERE ein und wird später Dillamonds Sekretärin und Laborassistentin.
Unterdessen freundet sich Elphaba mit einem jungen Munchkin namens Boq an, der für Galinda schwärmt. Da Galinda eine große Gillikinesin ist, aber er ein kleiner Munchkin, weist sie ihn ab. In der Hoffnung, ihr näherzukommen, verbringt Boq mehr Zeit mit Elphaba und wird schließlich in ihre und Dillamonds Forschungen verwickelt. Ihre Freundschaft wird jedoch erschüttert, als Dillamond ermordet wird. 
Gleichzeitig erleidet die Muhme Schnapp eine mysteriöse Starre. Galinda fühlt sich dafür verantwortlich, aber der Mord an Doktor Dillamond trifft sie stärker. Aus Respekt ihm gegenüber übernimmt sie die traditionellere Aussprache ihres Namens „Glinda“, stürzt sich in ihr Studium und belegt einen Kurs in Zauberei auf Drängen von Madame Akaber. Elphabas Schwester Nessarose kommt nach Shiz und bringt Ämmchen, eine neue Muhme für Galinda, Elphaba und sich selber mit. Von ihrem Vater bekommt Nessa ein Geschenk, nämlich Edelsteinschuhe, die mit selbstgeblasenen Perlen besetzt sind. Gleichzeitig kommt Fiyero, ein adeliger Winkie, nach Shiz, währenddessen Elphaba Doktor Dillamonds Forschungen im Geheimen fortsetzt.
Mit der Zeit verschlechtert sich Schnapps Zustand und – als es immer wahrscheinlicher wird, dass sie stirbt – versucht Glinda den Fluch zu brechen. Kurzzeitig erlangt die Muhme ihre Klarheit zurück und erzählt, dass Grommetik, der mechanische Diener von Madame Akaber, Doktor Dillamond ermordet hat, was bedeutet, dass das Mordattentat wahrscheinlich auf Madame Akaber zurückzuführen ist. 
Nach der Bestattung von Schnapp macht Madame Akaber Elphaba, Glinda und Nessarose das Angebot, als „Botschafter des Friedens“ für den Zauberer zu arbeiten: Elphaba soll in das westliche Munchkinland gehen, Glinda soll in den Norden von Gillikin gehen und Nessarose soll in das südliche Quadlingen gehen. Obwohl alle drei spüren, dass sie ablehnen sollten, hält sie ein Zauber davon ab, sich gegen Madame Akaber zu stellen. Elphaba widersteht als Einzige und beschließt, dass sie handeln muss.
Glinda und Elphaba reisen in die Smaragdstadt, um den Zauberer von Oz zu treffen und ihm ihr Anliegen bezüglich der TIERE vorzutragen. Doch der Zauberer weist sie ab und befiehlt ihnen nach Shiz zurückzukehren. Elphaba weigert sich jedoch, folgt dem Befehl nicht und schickt stattdessen Glinda alleine zurück. Sie erklärt ihr, dass sie sich entschlossen habe, die Sache selbst in die Hand zu nehmen und dass sie sich nie wiedersehen werden.

### Die Smaragdstadt
Fast fünf Jahre sind vergangen, seit Elphaba ihre Freunde aus dem Kolleg zum letzten Mal gesehen hat. Sie versteckt sich in der Smaragdstadt und arbeitet in einer Untergrundbewegung, die dafür kämpft, die TIERE zu befreien und den Zauberer zu beseitigen. Fiyero, der mittlerweile Kinder hat, kommt in die Smaragdstadt, um dort mit den Politikern zu verhandeln. Er sieht Elphaba, als sie zu einem Abbild der Heiligen Glinda betet.
Fiyero folgt ihr nach Hause, dort treffen sie wieder aufeinander. Fiyero lässt seine Frau Sarima und seine Kinder Irij, Manek und Nor im Schloss Kiamo Ko zurück und beginnt mit Elphaba eine innige Liebesbeziehung. Zum ersten Mal in ihrem Leben ist Elphaba wirklich glücklich. Er erfährt, dass sie mit der Zauberei angefangen hat. Er erzählt ihr von Nessarose, die ebenfalls das zaubern lernt und Glinda, die mittlerweile eine ausgebildete Zauberin ist.
Ihr Leben ändert sich schlagartig an dem Tag, an dem die Untergrundbewegung zuschlagen soll. Elphaba gelingt das Unterfangen nicht, da in letzter Sekunde eine Gruppe von Kindern in die Schusslinie gerät. Fiyero, der im Unterschlupf von Elphaba wartet, wird von einem Sturmtrupp, der eigentlich auf der Suche nach Elphaba war, überrannt und stirbt.

### Im Winkus
Nach einer einjährigen Bewusstlosigkeit und nach sechs weiteren Jahren als Nonne reist Elphaba in den Winkus, das Land, in dem Fiyero Prinz war. Dort trifft sie auf seine Frau und seine Kinder. Elphaba bringt einen Jungen namens Liir mit, den sie eigentlich gar nicht kennt, den aber die Nonnen mit ihr geschickt haben. Für anderthalb Jahre bleiben sie in Kiamo Ko. Sie versucht Sarima, Fiyeros Frau, von der Beziehung zwischen ihr und Fiyero zu erzählen, aber Sarima verweigert sich und sagt, dass sie nicht über ihren Ehemann sprechen möchte. Fiyeros Familie, Elphaba und Liir wachsen unerwartet wie zu einer großen Familie zusammen. Doch als Manek, einer der Söhne Sarimas, Liir dazu überredet, sich in einem Brunnen zu verstecken, und ihn dann dort allein zurücklässt, kommt Liir fast dabei um. Der Zorn Elphabas führt dazu, dass ein Eiszapfen auf Manek fällt und ihn tötet. Liir behauptet, dass ihm während seines Aufenthaltes im Brunnen ein FISCH erzählt habe, Liir sei Fiyeros Sohn.
Elphaba bekommt einen Brief von ihrem Vater Frex, in dem er sie bittet, zu kommen und ihm zu helfen, mit Nessarose zu sprechen, die Elphabas Position als Eminenz Thropp von Munchkinland eingenommen hat. Dort erfährt sie, dass Nessa eine Hexe geworden ist, die Böse Hexe des Osten. Sie verlässt sie, nachdem Nessa ihr verspricht, dass sie Elphaba die berühmten Edelsteinschuhe gibt, die Frex für sie hatte machen lassen. Die Schuhe wurden inzwischen von Glinda verzaubert, die für Nessa wie zu einer Schwester geworden ist. Als sie nach Kiamo Ko zurückkehrt, sind Sarima, ihre Schwestern und ihre Kinder weg, da das Schloss von Soldaten des Zauberers angegriffen wurde. Nur Ämmchen und Liir sind zurückgeblieben und das Grimorium, ein magischer Text, den Elphaba im Schloss gefunden hat.

### Der Mord und seine Folgen
Ein Sturm bricht über Munchkinland herein und trägt ein Haus mit sich, das auf Nessa fällt und sie erschlägt. Im Haus befindet sich ein kleines Mädchen, das Dorothy heißt und ihr Hündchen Toto. Glinda, die in der Nähe ist, passt Dorothy ab und schickt sie mit Nessas Schuhen zum Zauberer von Oz, von dem sie hofft, dass er Dorothy zurück nach Kansas (von dem Glinda noch nie etwas gehört hat) bringen kann. Elphaba erscheint zu Nessas Begräbnis und ist wütend, weil Glinda Dorothy die Schuhe gab, die rechtmäßig ihr gehörten. Später hat sie ein Treffen mit dem Zauberer, um mit ihm über die Freilassung Nors zu verhandeln, die von der Armee des Zauberers aus Kiamo Ko verschleppt wurde.
Auf dem Weg zurück nach Kiamo Ko trifft sie auf die Uhr des Zeitdrachen, die eine spezielle Aufführung nur für sie zeigt. Sie sieht, dass nicht Frex ihr Vater ist, sondern der Zauberer. Irgendwann nach ihrer Rückkehr nach Kiamo Ko erfährt sie, dass Dorothy mit ihren Freunden auf dem Weg nach Kiamo Ko ist, vermutlich um sie zu töten. Nach deren Ankunft erklärt Dorothy ihr, dass der Zauberer sie in der Tat gesandt hätte, um die Hexe zu töten, sie käme aber, um sich dafür zu entschuldigen, Elphabas Schwester getötet zu haben. Um Dorothy Angst zu machen, winkt Elphaba mit ihrem Besen, den sie angezündet hat, durch die Luft. Ein Stück des brennenden Besens fällt auf Elphabas Kleid, welches Feuer fängt. Ahnungslos schüttet Dorothy einen Eimer Wasser über Elphaba aus, um sie zu retten; allerdings tötet das Wasser sie. Dorothy bringt nicht das Grimorium zurück, da es zu schwer für sie ist. Stattdessen kehrt sie mit der grünen Wundertrankflasche, die der Zauberer dazu benötigt hat, Elphabas Mutter gefügig zu machen, zum Zauberer zurück. Später wird vermutet werden, dass der Zauberer anhand des Elixiers erkannte, dass Elphaba seine Tochter war, und die Entwicklung der Ereignisse als letzten Anlass zur Flucht nahm. Gerüchte über den Verbleib Dorothys (und ihres merkwürdigen Hundes) verbreiten sich in Oz, ob sie wohl nach Kansas zurückgekehrt war?

## Charaktere
- Elphaba
  - Die Protagonistin der Geschichte, die schließlich als Böse Hexe des Westens bekannt wird. Sie erhält diesen Spitznamen eher als Folge des Spitznamens ihrer Schwester (die Böse Hexe des Ostens, wie sie von ihren politischen Gegnern bezeichnet wurde), als aufgrund irgendwelcher bösen Taten. Wicked ergänzt Details zum sozialen und politischen Klima im Land Oz, welche Elphaba zu einem sympathischeren Charakter machen. Wegen ihrer Fürsorge für die intelligenten und sprechenden TIERE, die unter der diskriminierenden und zunehmenden genoziden politischen Handlungsweise des Zauberers leiden, gerät sie mit diesem in Konflikt. Dorothy wird versehentlich in diesen Konflikt verwickelt, nachdem ihr Haus Elphabas Schwester Nessarose erschlagen hat. Glinda gibt Dorothy Nessaroses berühmte magische Schuhe. Elphaba aber hat Angst, dass sie in die Hände des Zauberers gelangen. Sie ist gegen Wasser allergisch, was dazu führt, dass sie sich stattdessen mit Öl wäscht.
- Nessarose
  - Elphabas Schwester, die schließlich das Amt der Eminenz Thropp, Führer des Munchkinlandes, erbt. Mit dieser Position zwingt sie Munchkinland vom Lande Oz abzufallen. Als politische Führerin von Munchkinland hat sie sowohl Anhänger als auch Gegner. Ihre unglücklichen Bürger nennen sie „Die Böse Hexe des Ostens“. Auch ist Nessa das Lieblingskind ihres Vaters. Sie ist ohne Arme geboren, möglicherweise aufgrund der Versuche ihrer Mutter zu verhindern, noch ein grünes Kind zu bekommen. Von ihrem Vater bekommt sie die Edelsteinschuhe, die von Glinda verzaubert werden, damit Nessa sich freier bewegen kann.
- Galinda
  - Später unter dem Namen Glinda bekannt, ist Elphabas Mitbewohnerin in Shiz. Zuerst hasst sie Elphaba, weil sie sie als Hindernis für ihre soziale Stellung ansieht. Später aber werden die beiden enge Freunde. Manchmal entsteht der Eindruck, dass Glinda mehr für Elphaba empfindet als nur Freundschaft, einen konkreten Hinweis gibt es hierfür aber nicht. Tatsächlich macht sich Glinda, nachdem Elphaba untergetaucht ist, große Sorgen um sie, wie auch Elphaba sich um Glinda sorgt, immerhin sehen sie sich fünfzehn Jahre lang nicht. Glinda ist Teil der High Society in Gillikin im Norden von Oz.
- Fiyero
  - Der Prinz der Arijki. Er trifft Elphaba in Shiz und hat später mit ihr eine Affäre, während sie in eine Untergrundorganisation gegen den Zauberer von Oz verwickelt ist. Dies führt zum Mord an ihm durch die Sturmtruppe, die Geheimpolizei des Zauberers. Elphaba und Liir lassen sich später im Haus von Fiyeros Witwe in Kiamo Ko nieder. Der Name kann über die beiden italienischen Wörter fieno („Heu“) und fiero („stolz“) gelesen werden.
- Der Zauberer von Oz
  - Der Diktator von Oz und der wichtigste Bösewicht der Geschichte. Eigentlich kommt er mit einem Heißluftballon von der Erde nach Oz, um nach dem Grimorium zu suchen. Es gelingt ihm aber durch einen Putsch die Herrschaft von Oz an sich zu reißen. Es wird angedeutet, dass der Zauberer Elphaba zeugte, während ihre Mutter unter dem Einfluss des Wunderelixiers stand, was Elphabas grüne Hautfarbe und ihre Wasserallergie erklären würde, sowie die Fähigkeit, Teile des Grimoriums (das von der Erde stammt) zu lesen. Nach Elphabas Tod und Dorothys Rückkehr in die Smaragdstadt verlässt der Zauberer Oz in einem weiteren (oder demselben) Ballon hastig in Richtung Vereinigte Staaten und plant seinen Selbstmord. Nachdem Elphaba selbst das Wunderelixier einnimmt, hat sie Zukunftsvisionen und sieht, dass der Selbstmordversuch des Zauberers scheitert, was mit den Büchern von Baum übereinstimmt, in denen der Zauberer später lebendig nach Oz zurückkehrt.
- Madame Akaber
  - Die Direktorin des Grattler-Kollegs in Shiz. Sie wird von Elphaba und ihren Freunden verdächtigt, verantwortlich für den Mord an Doktor Dillamond zu sein. Sie versucht, Elphaba, Galinda und Nessarose mit magischen Kräften zu Mitarbeiterinnen des Zauberers zu machen, was ihr nicht wirklich gelingt. Möglicherweise kundschaftet sie Elphaba aus und sendet mit Hilfe eines KARPFENS, der in einem Brunnen in der Nähe von Kiamo Ko lebt, Nachrichten an Liir; der KARPFEN stirbt etwa zur gleichen Zeit wie Akaber. Akaber stirbt eines natürlichen Todes, nur Minuten bevor Elphaba versucht, sie zu ermorden.
- Doktor Dillamond
  - Eine sprechende ZIEGE und Professor am Grattler-Kolleg in Shiz. Assistiert von Elphaba untersucht Dr. Dillamond die Unterschiede zwischen Tieren und TIEREN. Er stirbt auf mysteriöse Weise an einer aufgeschlitzten Kehle. Madame Akaber behauptet, es handele sich um einen Unfall. Der Vertuschungsversuch wird von Galindas Muhme, Schnapp, durchkreuzt, die Zeugin des Mordes war und auf ihrem Sterbebett Madame Akabers mechanischen Diener Grommetik beschuldigt.
- Boq
  - Ein Munchkin, der mit Elphaba aufwächst und mit ihr in Shiz wieder zusammentrifft. Zuerst ist er ausschließlich daran interessiert sich mit Elphaba abzugeben, um bei Galinda zu landen. Dennoch werden Boq und Elphaba mit der Zeit zu engen Freunden und helfen zusammen mit ihren Kommilitonen Krapp und Timmel Dr. Dillamond bei seinen Untersuchungen. Später trifft er Elphaba, während sie auf der Jagd nach Dorothy ist, auf der gelben Ziegelstraße wieder. Er ist jetzt mit Milla, einer von Glindas Freundinnen in Shiz, verheiratet und hat viele Kinder.
- Dorothy Gale
  - Ein zwölfjähriges Mädchen, das mit ihrem Haus in Oz landet, welches Nessarose erschlägt. Glinda fordert sie auf, Nessas Schuhe an sich zu nehmen, die von vielen als Zeichen der Macht über Munchkinland gesehen werden. Während ihrer Reise verehren sie viele Bürger von Oz wegen dieser Schuhe und ihres Namens. Ihr Vorname klingt wie eine Umkehrung des Namens des „Königs“ ihrer Welt (Theodore Roosevelt). Weil ihr Name „Göttin der Geschenke“(das Gegenteil von Theodor, „Geschenk Gottes“) bedeutet, wird sie für die Wiederkunft der Fee Lurlina gehalten, die auch so genannt wurde. Der Zauberer schickt Dorothy zu Elphaba, um sie zu töten, aber Dorothys Absicht ist, sie um Verzeihung für Nessas Tod zu bitten. Dorothy tötet Elphaba versehentlich, indem sie unwissend einen Eimer Wasser über ihr ausgießt, um ihr Kleid, das Feuer gefangen hat, zu löschen.
- Liir
  - Ein Junge, der das Kloster zusammen mit Elphaba verlässt, um in den Winkus zu reisen. Es wird stark angedeutet, dass Liir der Sohn Elphabas und Fiyeros ist. In der Tat gibt es ein Jahr in Elphabas Leben, an das sie sich aufgrund einer Krankheit nicht erinnern kann und während dessen sie Liir geboren haben könnte. Liir ist der Protagonist in Maguires Sequel zu Wicked, „Son of a Witch“.
- Schackel
  - Eine mysteriöse Frau, die regelmäßig in Elphabas Leben auftaucht. Zum ersten Mal wird sie von Ämmchen als alte Zigeunerin beschrieben, von der sie die Medizin für Melena bezieht, damit ihr zweites Kind nicht auch grün wird. Später erscheint sie als alte Pförtnerin des Philosophie-Clubs und schließlich als Nonne im Kloster St. Glinda, wo sie sich der obdachlosen Elphaba annimmt.
- Zwerg
  - Behauptet, als Unsterblicher nach Oz gesandt worden zu sein, um zu verhindern, dass das Grimorium auf die Erde zurückkehrt. Er begleitet die Uhr des Zeitdrachens.
- Grommetik
  - Eine Tick-Tack-Kreatur (ähnlich einem Roboter) und Diener von Madame Akaber. Vermutlich ist er derjenige, der im Auftrag von Madame Akaber Doktor Dillamond ermordet. Aus der Beschreibung im Roman geht hervor, dass er mit „Tick-Tack“ aus der original Oz-Romanserie von Baum übereinstimmt.
- Ämmchen
  - Ein Mitglied der Thropp-Familie, ob blutsverwandt oder per Anstellung, wird nie explizit erwähnt. Am Ende des Buches hat sie drei Thropp-Generationen überlebt. Hauptsächlich tritt sie als Muhme von Nessarose, Elphaba und Glinda in Shiz auf. Mit ca. achtzig Jahren ist sie noch sehr vital. Sie wirkt stoisch und sagt gerade heraus, was sie denkt. Sie gehört dem Lurlinismus an.
- Frexspar
  - Kurz: Frex, ist der Vater von Elphaba, Nessarose und Kroll (vor allem im emotionalen Sinne, es ist fraglich ob er biologischer Vater der Kinder ist). Frex ist ein unterwürfiger unionistischer Priester. Nessarose war sein Lieblingskind und ihr schenkte er die berühmten Edelsteinschuhe.
- Chistery, Mordefroh, die Bienen und die Krähen
  - Sind die Tiere, ihre Vertrauten, welche Elphaba auf ihrem Weg mit der Kutsche nach Kiamo Ko begleiten. Die Bienen dienen als Honigquelle für die Reisenden und es wird vermutet, dass sie Elphaba, durch ihr magisches Talent, unwissentlich im Schlaf auf den Koch der Reisegruppe hetzt, den sie nicht mag und der später tot an einem Abgrund aufgefunden wird. Mordefroh, der Hund des Kochs, hat sich mit Liir angefreundet, der beschließt, ihn zu behalten. Die Krähen sind ein Geschenk von Fürstin Nastoya, die Elphaba das Angebot macht, sie zu ihr zu schicken, falls sie Hilfe benötigt. Auf dem Weg nach Kiamo Ko trifft Elphaba auf Chistery, einem jungen Schneeaffen, den Elphaba, wieder unterbewusst, mit Magie rettet und anschließend aufzieht. Elphaba versucht dem Affen das Sprechen beizubringen, wobei er es lediglich schafft, nachzuäffen, was andere sagen. In Son of the Witch gelingt es im schließlich, selbständig zusammenhängende Sätze zu sprechen. Elphaba lässt ihm und den anderen Affen Flügel wachsen, indem sie Doctor Dillamonds Studien mit ihren magischen Kräften kombiniert.
- Melena
  - Die Mutter von Elphaba, Nessarose und Kroll. Sie stammt aus einer hoch angesehenen Familie. Sie lebt hauptsächlich heidnische Traditionen, die Frex' Aussagen widersprechen. Sie hat eine sehr laxe moralische Einstellung und träumt von ihren Tagen als verhätscheltes Mädchen. Sie ist dem Alkohol zugeneigt und mag Spitzlappblätter.
- Avaric
  - Ein Freund von Boq und Galinda. Er wird beschrieben als „geborenes Arschloch“. Spät im Roman besucht Elphaba ihn und sie diskutieren mit einigen Freunden über das Böse.
- Krapp und Timmel
  - Jungen die zusammen mit Boq in Shiz eintreffen. Später gehören sie zur verschworenen Gemeinschaft der Freunde um Elphaba im ersten Teil des Buches. Durch ihre Kommentare im Laufe der Geschichte lässt sich eine homophile Neigung der beiden vermuten, explizit wird darauf aber nicht eingegangen. Krapp erscheint später als Vertrauter von Glinda, Timmel wird durch die Erfahrungen im Philosophie Club verrückt (wo er öffentlich von einem Tiger vergewaltigt wird). Er stirbt im Kloster St. Glinda, nachdem er von Elphaba als Nonne gepflegt worden war.
- Schildkrötenherz
  - Ein reisender Glasbläser aus Quadlingen. Er kommt in Melenas Haus, als Frex auf Missionsreise ist. Melena und Schildkrötenherz haben eine ausgiebige Affäre und es wird darauf angespielt, dass auch mit Frex ein intimer Kontakt stattgefunden hat. Mit großer Wahrscheinlichkeit ist er der Vater von Nessarose.
- Muhme Schnapp
  - Galindas Anstandsdame in Shiz. Schnapp „verliert“ ihre Gesundheit auf eigenartige Weise, nachdem sie Zeugin des Mordes und Dr. Dillamond geworden ist. Vermutlich wurde sie von Madame Akaber verhext, nachdem Glinda, um ein Einzelzimmer zu bekommen, vorgab, dass Schnapp an einer merkwürdigen Krankheit leidet. Dabei redet sie mit Gegenständen, als ob sie Menschen wären.

## Religionen in Oz
- Unionismus
  - Glaube an den Namenlosen Gott, ist die größte Religion in Gillikin und Munchkinland. Die Verbreitung im restlichen Oz wird nicht näher erläutert. Sie ist eine monotheistische Religion, vergleichbar mit dem Judentum, dem Christentum und dem Islam auf der Erde. Zum Christentum, vor allem zum Katholizismus, gibt es auffällige Parallelen. So gibt es Kirchen und Klöster, sowie eine Heiligenverehrung (z. B. die Heilige Glinda, die Namenspatronin von Galinda). Auch die Hierarchie ist ähnlich, es gibt Priester und Bischöfe. Die Priester, z. B. Elphabas Vater Frex, sind häufig auf Missionsreise. Die unionistische Religion hat, wie auch das Christentum, teilweise die Feste der mythologischen Religionen (auf der Erde im Griechentum, bei den Römern oder im Mithras-Kult) übernommen und der eigenen Religion angepasst. So wird zum Beispiel das Fest zu Ehren der Feenkönigin Lurline auch in der unionistischen Religion gefeiert. Bekannte Unionisten sind neben Frex, z. B. Nessarose (obwohl sie der Zauberei mächtig ist, was eher zum Freudenkult passen würde), Boq und Doktor Dillamond.
- Lurlinismus
  - Auch „Heidentum“ genannt, ist eine mythologische Religion, ähnlich dem Götterkult im alten Rom oder des Griechentums auf der Erde. Informationen zu dieser Glaubensrichtung gibt es nur wenige. Aus der „Ozias“, der ozianischen Mythologie, lässt es sich schließen, dass die Urmutter, Feenkönigin Lurline, das Urbild des Guten ist. Als Gegenpol wird die kumbrische Hexe erwähnt, die das Urbild des Bösen darstellt. Von Lurline stammen, laut Mythos, die verschiedenen Ozmas ab, die bis zur Machtübernahme des Zauberers Monarchinnen von Oz waren. Dem Lurlinismus gehören nur noch wenige ältere Gläubige an, wie z. B. Ämmchen.
- Freudenkult
  - Eine neuere Glaubensrichtung, ist geprägt von der „Uhr des Zeitdrachen“, die eine wichtige Reliquie des Kultes darstellt. Die Anhänger dieser Religion halten die individuelle Freiheit und Vergnügung sehr hoch. Alchemie, Nekromantie, Kräuterheilung und Zauberei sind wichtige Bestandteile. Frex, der gegen den Besuch der „Uhr des Zeitdrachen“ predigt, wird von einem Lynchkommando verfolgt. Obwohl Elphaba, Galinda und Nessarose der Zauberei mächtig sind, deutet dennoch nichts darauf hin, dass sie dieser Strömung angehören. Auf der Erde könnte der Freudenkult esoterischen Strömungen entsprechen.

## Handlungsorte
Der ozianische Staat Muchkinland liegt im Osten von Oz und wird von der Eminenz Thropp, Elphabas Urgroßvater mütterlicherseits, regiert. Die Bewohner Munchkinlands sind in der Regel kleinwüchsig, aber auch Melena, Frex, Nessarose und Elphaba sind Munchkins, obwohl sie normal groß sind. Dort werden die beiden Mädchen Elphaba und Nessarose geboren, Elphaba verbringt dort auch ihre Kindheit. In Binsenrain trifft sie als Kleinkind zum ersten Mal auf Boq bei einer Kinderbetreuerin. Nach dem Tod von Elphabas Urgroßvater, der seine Enkelin Melena überlebt, übernimmt Nessarose das Amt der Eminenz Thropp. Muchkinland ist Spielort des ersten Teiles.
Shiz ist die Universitätsstadt von Oz und liegt im nördlichen Staat Gillikin, nicht weit von der Smaragdstadt entfernt. Nach Shiz führt eine Eisenbahnlinie, auf der sich Galinda und Doktor Dillamond zum ersten Mal begegnen. Die Universität von Oz ist in drei bekannte Kollegien aufgeteilt, die nach Geschlechtern getrennt sind. Es gibt das Brischko-Kolleg und das Drei-Königinnen-Kolleg, die nur für Männer zugänglich sind und das Grattler-Kolleg unter der Leitung von Madame Akaber, das nur für Mädchen zugänglich ist. Im Drei-Königinnen-Kolleg ist eine umfangreiche Bibliothek untergebracht. Neben einigen Studentenkneipen befindet sich in Shiz auch der berüchtigte Philosophie Club. Shiz ist Spielort des zweiten Teiles.
Die Smaragdstadt ist Hauptstadt und Regierungssitz von Oz. Sie liegt genau in der Mitte des Landes und ist umgeben von der gelben Ziegelstraße. Grün und gold sind die vorherrschenden Farben, und in der Mitte der Stadt liegt das Schloss. Dort regiert der Zauberer von Oz, der durch einen Putsch die Regentschaft der Ozmas beendete. Neben Cafés und Geschäften, gibt es in der Smaragdstadt auch Schulen, eine Oper und ein Theater sowie einen Hirschpark ohne Hirsche. Nach dem erfolglosen Besuch beim Zauberer, taucht Elphaba hier unter. Die Smaragdstadt ist Handlungsort im dritten Teil des Buches.
Kiamo Ko ist das Schloss der Arjiki im Grenzland zum Winkus. Früher war es ein Wasserwerk und wurde von Fiyeros Vorfahren umgebaut. Mit Fiyero wohnen auch seine Frau und seine Kinder sowie die neun Schwestern seiner Frau in Kiamo Ko. Später ziehen Elphaba und Liir sowie Ämmchen nach Kiamo Ko. Nachdem Fiyeros Frau und die Kinder fliehen, dient das Schloss als Unterschlupf und Wohnung von Elphaba. Dort spielen die Geschehnisse rund um Dorothy und Elphabas Tod.

## Objekte
Das Grimorium (abgeleitet von engl. grimoire = Zauberbuch) ist ein magisches Buch, das ursprünglich von der Erde kommt, aber von einem Zauberer nach Oz gebracht wurde, um es vor Missbrauch zu schützen. Der Zauberer von Oz sucht nach diesem Buch und es ist der eigentliche Grund, warum er nach Oz kommt. Es gelangt in den Besitz von Elphaba. Während es im Musical (dort heißt es „Grimmerich“) ein einzelnes Buch ist, von dem es keine Duplikate gibt, muss darauf hingewiesen werden, dass Elphaba im Roman von „einem“ Grimorium spricht, so dass man davon ausgehen kann, dass es sich bei dem Begriff Grimorium um ein ozianisches Wort für ein Zauberbuch handelt und dass es mehrere, vielleicht auch verschiedene Versionen davon gibt. Das Buch ist in schwarzes Leder gebunden und hat abgenutzte, lila Seiten, die mit glitzernder silberner Tinte beschrieben sind.
Das Wunderelixier ist eine Flasche mit einem Trank, die Elphaba ihr Leben lang bei sich trägt. Es wurde einst Elphabas Mutter angeboten, die davon trank und bizarre Träume davon hatte. Es dürfte der Zauberer von Oz gewesen sein, der Melena den Trank verabreicht hat und während der Wirkung des Elixiers Elphaba gezeugt hat. Spät in ihrem Leben nimmt auch Elphaba von dem Trank und hat daraufhin prophetische Träume. Manche sind so verstörend für sie, dass sie für den Rest ihres Lebens kaum noch schläft. Dies dürfte zum Rückgang ihres Verstandes gegen Ende ihres Lebens geführt haben. Eine Flasche dieses Wunderelixiers bringt Dorothy als Beweis für Elphabas Tod zum Zauberer. Während im Musical der Zaubertrank ursächlich für ihre grüne Hautfarbe ist, wird dies im Buch nicht ausdrücklich gesagt, ist aber dennoch wahrscheinlich.
Die Uhr des Zeitdrachens ist eine Art reisendes Puppentheater mit mechanischen Figuren, die prophetische Szenen darstellen. An der Spitze des turmartigen Aufbaus, der das Theater beinhaltet, ist eine aufgemalte Uhr, die fortwährend auf eine Minute vor Mitternacht steht, darüber thront ein Drache, der so lebensecht aussieht, dass den Zuschauern jedes Mal ein Schauer über den Rücken läuft. Die Uhr des Zeitdrachens ist Zentrum und wichtigste Reliquie des Freudenkults und wird vom Zwerg begleitet. Elphaba wird in der Uhr des Zeitdrachens geboren und erfährt von ihr, dass der Zauberer von Oz ihr eigentlicher Vater ist. Viele Charakter, die in der Uhr des Zeitdrachens gezeigt werden, werden später zur Strecke gebracht und getötet oder zumindest ständig belästigt, auch Elphabas Eltern und Schildkrötenherz.
Eine Glasschale mit magischen Kräften, die von Schildkrötenherz aus grünem Glas hergestellt wird. Er ist eines der ersten Kinderspielzeuge von Elphaba. Sie benutzt es als Kind und kurz vor ihrem Tod zum Hellsehen.
Der fliegende Besen, den Elphaba von Schackel bekommt.
Die Edelsteinschuhe werden von Schackel hergestellt. Frex verziert sie, indem er Techniken von Schildkrötenherz anwendet. Sie sind ein Geschenk für Nessarose, das sie, kurz nachdem sie in Shiz eintrifft, von ihrem Vater bekommt und damit seine besondere Zuneigung zu ihr ausdrückt. Später werden sie von Galinda repariert und verzaubert und werden zur Hauptquelle der emotionalen, persönlichen und politischen Konflikte im letzten Teil des Buches.

## Adaptionen

### Musical
Ein Musical mit dem Titel Wicked – Die Hexen von Oz, das auf dem Buch basiert, läuft seit 2003 erfolgreich am Broadway und anderen Spielstätten auf der ganzen Welt.

### Spielfilme
Das Musical wurde, unter der Regie von Jon M. Chu, nach einem Drehbuch von Winnie Holzman und mit Cynthia Erivo und Ariana Grande in den Rollen von Elphaba und Glinda, als Zweiteiler für das Kino adaptiert. Die Zwei Teile orientieren sich an den zwei Akten des Musicals. Der erste Teil Wicked erschien im November 2024 und der zweite Teil Wicked: Teil 2 ist für November 2025 angekündigt.

## Wicked-Bücher
- The Wicked Years-Zyklus
  - Gregory Maguire: Wicked. The Life and Times of the Wicked Witch of the West. ReganBooks, New York 1995, ISBN 0-06-039144-8
  - Gregory Maguire: Wicked – Die Hexen von Oz. Die wahre Geschichte der Bösen Hexe des Westens (Originaltitel: Wicked. The Life and Times of the Wicked Witch of the West). Aus dem Amerikanischen von Hans-Ulrich Möhring. Klett-Cotta (Hobbit Presse), 1. Aufl. 2008, ISBN 978-3-608-93811-1
  - 2005 Son of a Witch, Regan Books, New York, ISBN 978-0-06-074722-0
  - 2008 A Lion among Men, Harper Collins, New York, ISBN 978-0-06-172654-5
  - 2011 Out of Oz, William Morrow ISBN 978-0-06-054894-0

- Another Day-Zyklus (Sequel)
  - 2021 The Brides of Maracoor, William Morrow ISBN 978-0-06-309397-3
  - 2022 The Oracle of Maracoor, Harper Collins, New York, ISBN 978-0-06-309403-1
  - 2023 The Witch of Maracoor, Harper Collins, New York, ISBN 978-0-06-309408-6

- Elphie
  - 2025 Elphie, Harper Collins, New York, ISBN 978-0-06-344582-6